# Svindel
Svindel har förr använts som ett annat ord för yrsel, medicinsk term vertigo; numera är det en synonym för höjdskräck, medicinsk term akrofobi.

## Yrsel
Man får en känsla av att hela omgivningen snurrar eller att golvet gungar fram och tillbaka. Det finns olika grader av yrsel, man kan vara allt från lite yr till att man helt tappar kontrollen över omgivningen vilket kan leda till att kroppen faller ihop. Yrsel efterföljs ofta av illamående och eventuella kräkningar.

### Orsaker till svindel, yrsel
Yrsel är ej en sjukdom utan ett symptom som kan ha många olika orsaker. Anfallen är oftast ofarliga, en vanlig orsak är att man reser sig snabbt, vilket leder till att hjärnans blodtryck sjunker en liten stund. Andra vanliga orsaker till yrsel är feber, trötthet, stress, vätskebrist, hunger och lågt blodsocker. Varaktig yrsel förklaras ofta av blodbrist, hos äldre människor beror yrsel ofta på att blodförsörjningen till örat eller balanscentrum är försämrad.
En annan typ av svindel kan orsakas av en irritation eller sjukdom i innerörat och hörselnerven.

### Behandling av svindel, yrsel
Vid svårare, långvarig eller återkommande yrsel ska man uppsöka läkare, detta för att orsaken ska fastställas så att en behandling kan påbörjas. En klinisk undersökning av bland annat ögon, öron och nervsystem utförs. Behandlingen kan bestå av antihistaminer och läkemedel för att minska illamående.

## Höjdskräck
Svindel i form av höjdskräck innebär att man känner rädsla för att trilla ner om man till exempel klättrat på en stege eller står på en balkong. Benen känns svaga, man får ett sug i magen och tankar som ”tänk om jag skulle få för mig att hoppa” kan uppstå. Om man kan stå på balkonger och gå i trappor trots att man känner rädsla för att falla ner innebär det att man har sin rädsla under kontroll, detta kallas höjdskräck. Man kan också ha höjdskräck av högre grad, höjdfobi, i sådana fall går man inte nära trappor eller balkonger alls. 

### Orsaker till svindel, höjdskräck
Anledningen till att höjdskräck uppstår är fortfarande inte klargjord. 
När man tittar ut från en högre höjd måste ögat ställa in sig innan det kan bedöma avståndet. Under den tiden det tar för ögat att ställa in sig får man en känsla av obehag, om man står kvar så att ögat kan bedöma avståndet får man sedan en fin utsikt. Går man undan innan det ställt in sig så har man istället kvar denna obehagliga känsla. Detta tros ha en bidragande effekt till höjdskräck.

### Behandling av svindel, höjdskräck
Den behandlingen som anses vara effektivast för att bota höjdskräck är att patienten, tillsammans med en kognitiv beteendeterapeut exponerar sig för höjder. Terapeuten iakttar patientens beteende i de olika situationerna och visar hur man ska agera egentligen, därefter tränar de tillsammans på att bete sig på det ”rätta” sättet.